# Synema concolor
Synema concolor är en spindelart som beskrevs av Lodovico di Caporiacco 1947. Synema concolor ingår i släktet Synema och familjen krabbspindlar. Inga underarter finns listade i Catalogue of Life.